# Gemplus
Gemplus  était une entreprise française de fabrication de carte à puce. Elle a fusionné avec Axalto le 27 octobre 2008 pour former le groupe Gemalto.
Gemplus est considéré comme un véritable cas d'école en matière de guerre économique moderne et d’intelligence économique.
L'entreprise, numéro un mondial de la carte à puce devant SchlumbergerSema, Oberthur Card Systems et Giesecke & Devrient est victime d'un espionnage économique intense puis d'une prise de contrôle par les services de renseignement américains.

## Histoire
En 1988, cinq ingénieurs — dont Marc Lassus, futur directeur de Gemplus, Daniel Legal, Philippe Maes, Jean-Pierre Gloton, Gilles Lisimaque  — quittent Thomson-CSF pour tenter l'aventure de la carte à puce. Grâce à 100 millions de Francs d'aides publiques et d'importantes commandes de France Telecom pour ses cartes téléphoniques, ils fondent l'entreprise Gemplus Card International qui connaît une forte croissance (40 % par an).
En 1996, Gemplus développe le premier lecteur portable de cartes capable de traiter des données à partir d'une matrice de diodes associée à une optique, fabriquée par Motorola, et du système d'exploitation Oros.
Le savoir-faire en cryptographie et en sécurité de l'information de Gemplus, en particulier celui permettant sécuriser les communications GSM et attaquer des cartes à puce (la division de recherche avancée conduite par David Naccache) intéresse grandement les services américains , et en particulier la NSA. En 2000, Marc Lassus accepte l'entrée de Texas Pacific Group (TPG) dans le capital de son entreprise à hauteur de 26 %, payés 550 millions de dollars. Lassus pensait que TPG allait l'aider à conquérir le marché américain et à entrer en Bourse. Ce fonds d'investissement américain avait auparavant été refusé deux fois par Daniel Le Gal, directeur général de Gemplus. TPG obtient en échange le droit de nommer la majorité des membres du conseil d'administration et de transférer le siège de l'entreprise au Luxembourg, la société s'appelant désormais Gemplus international. Progressivement, la plupart des fondateurs historiques de Gemplus quittent l'entreprise.
En août 2002, alors que les plans sociaux se succèdent et qu'une guerre entre les actionnaires historiques et TPG a lieu depuis plusieurs mois, le conseil d'administration de Gemplus international nomme à sa tête Alex J. Mandl, administrateur de In-Q-Tel, le fonds de capital-risque créé par la CIA, confirmant la volonté de l'agence américaine de contrôler la cryptologie (brevets, transfert de technologie) mise en œuvre dans les cartes à puces.
Le 19 décembre 2002, Marc Lassus, ancien président fondateur de Gemplus, démissionne du conseil d'administration, de même que son allié Ziad Takieddine. Cette annonce intervient juste avant un vote de l'assemblée générale extraordinaire du groupe. La direction demandait la révocation des deux administrateurs, accusant Marc Lassus de ne pouvoir rembourser un prêt de 78 millions d'euros de stock-options accordé par la société lors de sa mise en bourse, et reprochant à Takieddine d'avoir critiqué des décisions prises au sein du conseil. Ces démissions sont en fait une manœuvre d'In-Q-Tel pour que les Américains soient seuls maîtres à bord.
Le 27 octobre 2008, Gemplus international fusionne avec Axalto pour former le groupe Gemalto.
En 2009, l’État français rachète 8 % de Gemalto via le Fonds stratégique d'investissement, devenant l'actionnaire principal du groupe. Mais il est alors trop tard pour empêcher les Américains d'obtenir les technologies de cryptologie de la carte à puce, comme en témoigne le fait que TPG a revendu ses actions l'année suivante.

## Métiers
En 2005, leader mondial des cartes à puce, leader des cartes SIM pour le GSM (55 % du chiffre d'affaires).

## Données boursières
- Actions cotées à la bourse de Paris
- Membre de l'indice CAC Mid 100
- Code Valeur ISIN = LU0121706294
- Valeur nominale =  Euro
- Actionnaires principaux : (2005) : flottant 38,9 %, Texas Pacific Group 26,2 %, famille Quandt 19,0 %, famille Dassault 5,4 %, General Electric 4,0 %, Raiffaisen Centrobank 3,7 %, Brunei Investment Agency 2,6 %, autocontrôle 0,2 %.

### Émission de Radio
- Patrick Pesnot, « L’Affaire Gemplus » [audio], sur Rendez-vous avec X France Inter, Radio France, 23 aout 2021 (consulté le 31 août 2022)